# 小青
小青（しょうせい、シャオチン(喚名:青児(せいじ)と青々(せいせい)）は、中国の四大民話伝説『白蛇伝』に登場する主要人物のひとつ。白娘子の婢。緑や青の衣を着た美しい少女の姿に変身している。戲曲より小青の武器・龍泉宝剣（りゅうせんほうけん）を登場させている。水を自由に操ることが得意で水族を率いて法海と戦う。白娘子が法術を使って金山寺を水没させることに助力する。

## 概要
彼女の初出は『警世通言・白娘子永鎮雷峰塔』。明代作家・馮夢竜の短編白話小説『警世通言・白娘子永鎮雷峰塔』などでの小青は西湖底にある千年の修行を積んだ青魚の精となっている。白娘子と共に雷峰塔の下に永遠に鎮圧された。
清代の黄図珌による『雷峰塔奇伝』と方成培による『雷峰塔伝奇』以降に小青が八百年の修行を積んだ青蛇の精へ変更された。廃棄の仇王府を居所とした金銀を盗むなどの悪事を働いてしまう。後に白娘子の神通力を屈服させ、白娘子の下女が役割である。白娘子が雷峰塔の下に閉じ込められた後、小青は逃げ出し、山奥で18年の修行を積み、金山に再び戻り、法海を打ち倒された。
最初の民間伝説では、天界から人間界の西湖に下った白娘子が西湖の辺りで一匹の小青蛇を救った。この青蛇も本性は妖怪で、白娘子に救われたことを深く感謝し、人間の姿に変身する白娘子を姉と仰ぐことになった。後に白娘子の侍女として働いている。
夢花館主による『白蛇全伝』第二十一回・香迷では、蛇の淫性と妖気が減らない小青が貴族の公子・顧連と男女で性の快楽に堕ち、知らない間に顧連が小青の妖毒を受けて中毒し落命した。後に小青は白娘子が求助となる